# 巴拉巴諾沃
55°11′N 36°39′E / 55.183°N 36.650°E
巴拉巴諾沃 （俄语：Балаба́ново）是俄罗斯卡卢加州東北部的一个城市，距离州府卡卢加東北76公里，2002年人口23,312人。
建立於17世纪初期，1972年建市。